# Monuments nationaux de Donji Vakuf
Cet article recense les monuments nationaux situés sur le territoire de la municipalité de Donji Vakuf en Bosnie-Herzégovine et dans la fédération de Bosnie-et-Herzégovine. La liste établie par la Commission pour la protection des monuments nationaux compte 6 monuments nationaux inscrits sur la liste principale et 2 monuments inscrits sur une liste provisoire.

## Monuments nationaux
| Monument                                      | Localité    | Géolocalisation | Datation          | Commentaire éventuel      | Photo |
| --------------------------------------------- | ----------- | --------------- | ----------------- | ------------------------- | ----- |
| Mosquée de Handan Bey (Handanija džamija)     | Prusac      |                 | 1617              |                           |       |
| Basilique d'Oborci                            | Oborci      |                 | Antiquité tardive | Site archéologique        |       |
| Site de Studena Česma                         | Donji Vakuf |                 | Antiquité tardive | Tombes et objets cultuels |       |
| Mosquée de Hasan Kjafija (Pruščakova džamija) | Prusac      |                 | 1606-1607         |                           |       |
| Tour de l'Horloge de Donji Vakuf              | Donji Vakuf |                 | XVIIIe siècle     | Tour horloge              |       |
| Forteresse de Prusac                          | Prusac      |                 | Fin du Moyen Âge  |                           |       |

## Liste provisoire
| Monument                                                 | Localité    | Géolocalisation | Datation | Commentaire éventuel   | Photo |
| -------------------------------------------------------- | ----------- | --------------- | -------- | ---------------------- | ----- |
| Église de la Dormition-de-la-Mère-de-Dieu de Donji Vakuf | Donji Vakuf |                 |          | Église orthodoxe serbe |       |
| Turbe d'Ajvaz l'Ancien à Prusac                          | Prusac      |                 |          | Turbe                  |       |